# Гримм, Роберт
Роберт Гримм  (нем. Robert Grimm; 16 апреля 1881, Вальд — 8 марта 1958, Цюрих) — швейцарский социал-демократ, политик и публицист, один из лидеров Социал-демократической партии Швейцарии и II Интернационала, один из основателей Венского («двухсполовинного») Интернационала.

## Биография
Сын слесаря, Роберт Гримм в 1898 году выучился на типографа и механика и в социал-демократическое движение пришёл через профсоюзную деятельность. В 1906—1909 годах он был секретарём рабочего союза Базеля, одновременно в 1907 году основал союз торговых рабочих и грузчиков, секретарём которого был также до 1909 года.
В 1909—1918 годах — секретарь Социал-демократической партии Швейцарии.
В 1909—1918 и 1928—1932 годах — главный редактор газеты «Berner Tagwacht» («Бернский часовой»), органа швейцарских социал-демократов.
С 1911 года — депутат Швейцарского парламента.
С начала Первой мировой войны — интернационалист и пацифист. По поводу Циммервальдской конференции Анжелика Балабанова вспоминала: «Инициатива… исходила, главным образом, от Роберта Гримма, энергичного и умного швейцарского журналиста и вождя социалистов. Газета, которую он редактировал, Berner Tagwacht, содержала всю, какую только можно было опубликовать, информацию о противостоянии войне в различных странах». Гримм взял на себя и организацию конференции, председательствовал на её заседаниях, возглавлял её «центр» и был избран в исполнительный орган нового объединения — Интернациональную социалистическую комиссию (ИСК); фактически возглавил Циммеральдское движение. Он же в 1916 году организовал конференцию циммервальдистов в Кинтале.

### В 1917 году
После Февральской революции Гримм, как руководитель ИСК, пытался помочь вернуться на родину русским эмигрантам, которым страны Антанты отказывали в визах. Впоследствии выяснилось, пишет Суханов, что Гримм «шёл к этой цели закулисными ходами», прибегая к посредничеству главы политического департамента швейцарского правительства Артура Гофмана. «По заявлениям Гримма, он предпочитал тайную дипломатию явной, опасаясь репрессий со стороны Антанты и нарушения нейтралитета Швейцарии». Большевики о склонности Гримма к тайной дипломатии знали и, предпочитая действовать открыто и официально, от его услуг отказались. Меньшевики-интернационалисты во главе с Ю. О. Мартовым и П. Б. Аксельродом и застрявшие в Швейцарии эсеры, как свидетельствует Н. Н. Суханов, об этом «закулисном миротворчестве» не подозревали и не усмотрели ничего предосудительного в том, что в поездке их сопровождал Гримм.

#### «Афера Гофмана—Гримма»
В мае 1917 года, отправляясь в Россию с группой русских эмигрантов, Гримм согласился по просьбе Артура Гофмана прозондировать почву для заключения сепаратного мира между Россией и Германией. Встретившись в Петрограде с рядом министров и близких к правительству политиков, Гримм 26 мая через швейцарского посланника сообщил Гофману, что сепаратный мир представляется ему вполне возможным, и просил дать более точные сведения о целях воюющих стран «(если Гофману они известны)». Ответная телеграмма Гофмана, в которой, по Суханову, сообщалось, что Германия не предпримет наступления, доколе ей будет казаться возможным соглашение с Россией, и выражалась уверенность в том, что «при желании союзников России Германия и её союзники готовы были бы немедленно начать переговоры о мире», была перехвачена французским социалистом А. Тома, находившимся в то время в России. Инцидент вызвал международный скандал и поставил под вопрос нейтралитет Швейцарии; сам Гримм был объявлен германским агентом и немедленно выслан Временным правительством из России; при этом правительство не объяснило истинные причины его высылки. «Строго говоря, — пишет И. Дойчер, — Гримм не был немецким шпионом. Как простодушный пацифист, он считал вполне естественным прозондировать почву на предмет мира. Не очень сведущий в интригах русской революционной политики, он не мог понять, с какой стати русским социалистам… находить что-то предосудительное в его действиях». С Дойчером согласен и Суханов: «Он оказался просто заплутавшимся пацифистом. Он рассудил, что для России, для русской революции лучше сепаратный мир, чем продолжение войны. И он попытался ему содействовать грубо-наивными приёмами буржуазного пацифиста».
Но, поскольку в Россию Гримм приехал прежде всего как лидер Циммервальдского движения — для переговоров с русскими социалистами о созыве конференции в Стокгольме, скандал с телеграммой был тотчас использован против левых социалистов. «Россия в тот момент, — пишет А. Балабанова, — находилась на грани нового наступления, и все те, кто выступал против него, будь то меньшевики, большевики или социалисты-революционеры, злобно обвинялись всеми провоенными элементами как немецкие агитаторы, которых привёз в страну немецкий агент Гримм». И до сих пор имя Гримма многие исследователи используют как доказательство связи большевиков с германским генштабом. Но инцидент, вошедший в историю как «Афера Гофмана—Гримма», нанёс, по словам А. Балабановой, «чуть ли не смертельный удар» всему антивоенному движению в Европе, и, хотя в его добрых намерениях никто не сомневался, от руководства Циммервальдским движением Гримм в том же 1917 году был отстранён.

### После Первой мировой войны
В ноябре 1918 года, по примеру русских революционеров, Гримм призвал швейцарских рабочих к всеобщей забастовке и сам возглавил стачечный комитет. В то время как одни участники акции надеялись таким образом вызвать революцию, другие предпочли ограничиться конкретными требованиями к правительству, в том числе установления минимальной заработной платы, 8-часового рабочего дня, пенсии по старости и предоставления женщинам политических прав. Проходившая с 11 по 14 ноября забастовка ожидаемых результатов не дала (многие требования забастовщиков были выполнены лишь после Второй мировой войны); а самого Гримма военный суд приговорил к 6 месяцам заключения.
Никогда не разделявший позицию «Циммервальдской левой» Гримм в 1920 году выступил против присоединения Социал-демократической партии Швейцарии к III Интернационалу. В 1921 году вместе с Ф. Адлером, О. Бауэром, Ю. О. Мартовым и В. М. Черновым Гримм стал одним из инициаторов создания так называемого «двухсполовинного» (или Венского) Интернационала — объединения циммервальдистов, порвавших со II Интернационалом, но не пожелавших вступать в Коминтерн. Венский интернационал существовал недолго и в мае 1923 года объединился со II Интернационалом; в результате слияния образовался Социалистический рабочий интернационал, судьба которого повторила судьбу II Интернационала: он распался в годы Второй мировой войны.
В 1945—1946 годах Гримм был председателем Национального совета Швейцарии.

## Сочинения
- Geschichte der Schweiz in ihren Klassenkämpfen. Bern, 1920
- Geschichte der sozialistischen Ideen in der Schweiz, Z., 1931